# 早川忠篤
早川 忠篤（はやかわ ただあつ、1907年〈明治40年〉8月18日 - 1969年〈昭和44年〉4月27日）は、日本の地方政治家。鳥取県倉吉市の初代市長。戦後の地方自治体建設と都市文化形成に尽力し、モダニズム建築による市庁舎建設や将来志向の都市構想を推進したことで知られる。

## 経歴
鳥取県東伯郡上小鴨村（現・倉吉市）出身。1926年（大正15年）倉吉中学校（現・鳥取県立倉吉東高等学校）卒業。1933年（昭和8年）より倉吉町議会議員を務め、1947年（昭和22年）には鳥取県議会議員に選出。1951年（昭和26年）に倉吉町長に就任し、1953年（昭和28年）10月の市制施行により倉吉市の初代市長に選出された。1968年（昭和43年）3月まで4期連続で市政を担った。

## 倉吉市長としての施策
市制直前に旧町役場が焼失していたことから、市庁舎整備は新市政の最優先課題となった。早川は「50年、100年先を見据えた近代建築を」との理念を掲げ、東京大学教授の建築家・岸田日出刀に設計を依頼。実施設計は岸田の弟子である丹下健三が担当した。
1956年11月に完成した倉吉市庁舎は、ピロティ・中庭・吹き抜け構成を備えたモダニズム建築であり、日本建築学会賞を受賞した。落成式には5日間で約3万人が来場し、「山陰一の偉容」と報じられた。ワルター・グロピウスが「歴史に残る名建築」と称賛し、丹下も「大きな転機だった」と自著で振り返っている。
建設の様子を記録した8ミリ映像（白黒・一部カラー、無音）が現存し、型枠清掃や手押し車による作業、鉄筋加工などが収録されている。早川・岸田・丹下が並んで視察する姿も映っており、戦後日本建築史において貴重な映像資料とされる。
また、倉吉北高等学校の創設、私立幼稚園（くらよし幼稚園）の経営、社会福祉会館の整備、消防体制の近代化など、幅広い分野で地域社会に貢献した。

## 都市構想と未成計画
1960年代には「観光立市」を掲げて「浅田山有料遊園地構想」が立案された。これはモノレールや電動遊具、メリーゴーラウンド、豆自動車、魔法射的などを備えた第三セクター方式の都市型遊園地を、打吹公園圏に整備するという計画であった。
この構想は第2次市建設計画（1963～1967年）の一環として位置づけられ、「1966年春の完成」が市報で報じられたが、最終的には実現しなかった。後年、関係者は「昭和の成長期を象徴する壮大な構想だった」と振り返っている。

## 家族
四男の早川芳忠は1990年に倉吉市長に初当選し、2000年代初頭まで4期務めた。

## 栄典
- 1969年（昭和44年） - 従五位
- 同年 - 勲四等瑞宝章
- 倉吉市名誉市民